# Scott Parker
Scott Matthew Parker (Londra, 13 ottobre 1980) è un allenatore di calcio ed ex calciatore inglese, di ruolo centrocampista, tecnico del Burnley.
Professionista con quasi 600 presenze, durante la sua carriera ha vestito le maglie delle londinesi Charlton, Chelsea, West Ham Utd, Tottenham e Fulham. Con il Charlton ha conquistato un torneo di seconda serie (2000), con la casacca del Chelsea ha vinto un campionato e una coppa di Lega nel 2005 e durante il suo periodo al Newcastle Utd si è aggiudicato l'edizione 2006 dell'Intertoto. Nazionale inglese, ha preso parte alla rassegna europea del 2012 ed è stato capitano dell'Inghilterra.

## Biografia
Parker è il cognato Harry Arter, anch'egli giocatore di calcio, con presenze nella nazionale irlandese.

## Carriera

### Giocatore

#### Club

##### Charlton Athletic
Debutta con la maglia del Charlton il 23 agosto 1997, in Football League Championship, nella partita terminata 0-0 contro il Bury. Due mesi dopo firma un vero contratto professionistico con il Charlton Athletic, entrando così nella prima squadra. Nelle stagioni seguenti, a causa della sua giovane età e della concorrenza, Scott non riesce a raccogliere molte presenze, quindi nel 2000, quando il Charlton era in FA Premier League, viene prestato al Norwich City, squadra militante in Football League Championship, per permettere alla giovane promessa del calcio inglese di mettersi in luce. Nei suoi due mesi di prestito riesce a farsi notare e, tornato al Charlton, conquista un posto da titolare a scapito di Mark Kinsella.

##### Chelsea
Scott Parker, che era stato spesse volte sul punto di lasciare il Charlton, il 30 gennaio 2004 passa al Chelsea per 10 milioni £. Parker era inizialmente considerato come alternativa a Claude Makélélé e Frank Lampard, ma le sue principali chance se le gioca come ala. Segnò il suo unico gol con la maglia dei blues contro il Portsmouth. Dopo due mesi di militanza al Chelsea viene convocato dall'Inghilterra per la partita contro la Svezia. Al termine della stagione 2003-2004 viene nominato Giovane dell'anno della PFA (miglior giovane del campionato).
Dopo gli arrivi estivi di Robben e Tiago, le opportunità di giocare per Parker erano molto riduttive. A complicare le cose ci fu anche un infortunio, che consistette nella rottura del metatarso, nella partita contro il Norwich City, sua ex squadra. Termina la stagione 2004-2005 con sole 4 presenze con i blues.

##### Newcastle United
Il 15 giugno 2005 passa al Newcastle United per 6,5 milioni £. Al Newcastle riesce subito a conquistare la fiducia dell'allenatore ed un posto da titolare.
Nel marzo del 2006 gli viene diagnosticata una mononucleosi infettiva che pone fine alla sua stagione e alla possibilità di partecipare ai Mondiali del 2006.
Il 14 luglio 2006 Scott Parker viene nominato capitano da Glenn Roeder. Il suo primo gol da capitano arriva il 19 agosto successivo, contro il Wigan; il secondo, invece, arriva il 9 settembre dello stesso anno contro il Fulham. Grazie alle sue notevoli prestazioni con il Newcastle, viene richiamato in nazionale il 29 settembre, dopo una lunga assenza. Il 7 novembre realizza un importante gol al 116º minuto in Carling Cup contro il Watford, che permette alla squadra di andare ai rigori e vincere la partita. Segna il suo 4º gol della stagione 2006-2007 contro il Tottenham Hotspur il 23 dicembre.

##### West Ham United

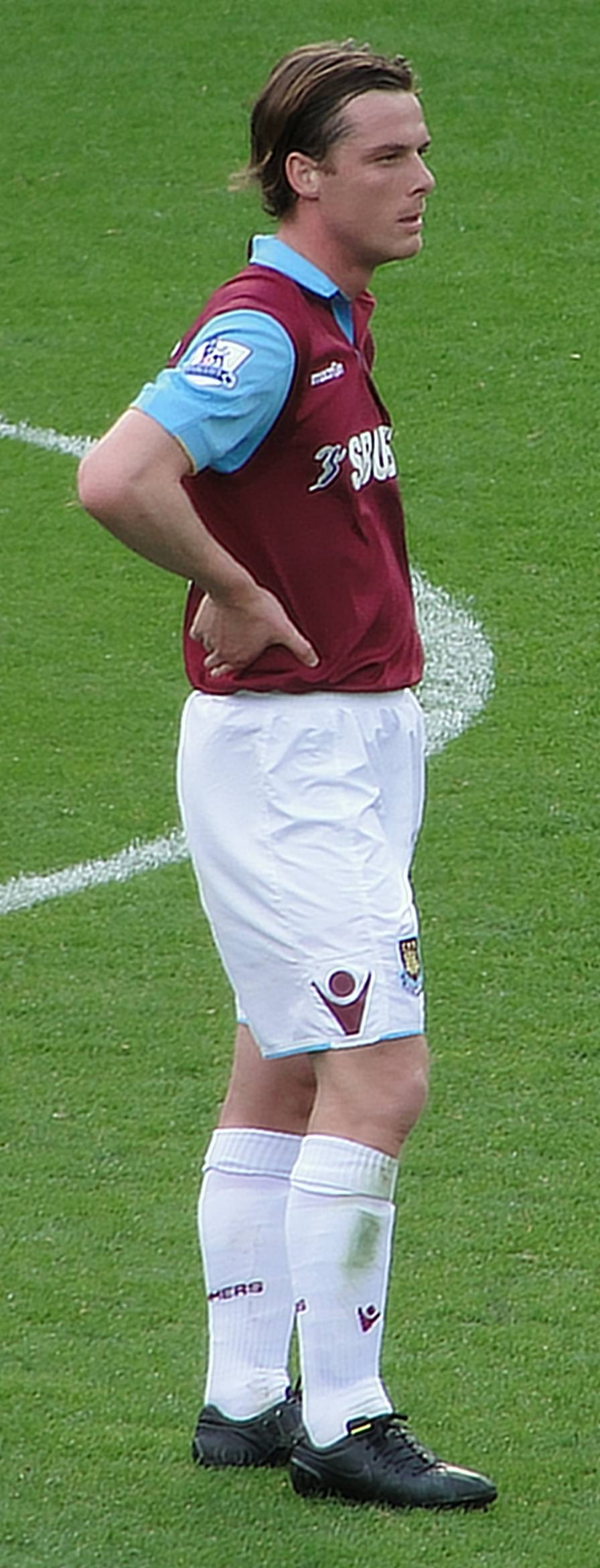
Parker con la maglia del West Ham nel 2011

Nel giugno del 2007, il West Ham United annuncia l'ingaggio di Scott Parker dal Newcastle United per 7 milioni di sterline. A causa di un infortunio, riesce a debuttare con la sua nuova maglia solo il 26 settembre 2007. Il 13 marzo 2010, durante Chelsea-West Ham, mette a segno la rete del temporaneo 1-1 contro la sua ex-squadra, con un grande destro da fuori area. Sempre dalla distanza, il 24 aprile nel 3-2 casalingo contro il Wigan segna il gol della vittoria, passo importante per l'ottenimento della salvezza. Il 17 settembre prolunga il suo contratto con gli Hammers fino al 2014, ma la stagione si conclude con la retrocessione.

##### Tottenham e Fulham
Il 31 agosto 2011, viene acquistato dal Tottenham, per 5,5 milioni di sterline.
La sua stagione con gli Spurs è di alto livello, Parker con le sue 29 presenze in Premier (di cui 28 da titolare) e con le sue ottime prestazioni contribuisce alla conquista del quarto posto. Dal 2013 diventa un giocatore del Fulham ottenendo la fascia da capitano e nel 2017 si ritira dal calcio giocato.

#### Nazionale
Scott Parker ha rappresentato l'Inghilterra dall'Under-15 ad ogni livello successivo. Ha collezionato 9 presenze con l'Inghilterra Under-21.
Il debutto internazionale di Scott Parker con la Nazionale maggiore risale al 16 novembre 2003, entrando al 66' al posto di Wayne Rooney nella sconfitta della nazionale inglese contro la Danimarca per 3-2.
Partì per la prima volta da titolare nella partita valida per le qualificazioni ad Euro 2008 contro la Croazia.
Indossa, per la prima volta, la fascia di capitano della Nazionale nell'amichevole contro i Paesi Bassi il 29 febbraio 2012, alla sua undicesima presenza.

### Allenatore

#### Le giovanili del Tottenham
Nell'estate del 2017, subito dopo il ritiro dal calcio giocato, inizia una nuova esperienza come allenatore, partendo dalle giovanili e precisamente dalla formazione under 18 del Tottenham, firmando il suo primo contratto da allenatore con la società londinese

#### Fulham
Il 4 luglio 2018, il Fulham annuncia il suo ingresso nello staff tecnico di Slaviša Jokanović, come collaboratore tecnico, ricoprendo questo ruolo anche con l'arrivo di Claudio Ranieri. Il 28 febbraio 2019, dopo una serie di risultati negativi, la società decide di affidargli l'incarico di allenatore fino al termine della stagione, prendendo il posto del tecnico italiano.
Nonostante la retrocessione della squadra in Championship, viene confermato alla guida tecnica anche per la stagione 2019/2020, nella quale dopo un buon campionato e grazie alla vittoria della finale Play-off contro il Brentford, guadagna la promozione in massima serie dopo appena un anno.
Visti i risultati conseguiti nella stagione precedente, il Fulham lo conferma in panchina, con l'obiettivo di ottenere la salvezza. Purtroppo una striscia di risultati negativi nel finale di stagione, preclude alla squadra e al tecnico la permanenza in Premier League, chiudendo la stagione al 18 posto certificando così il ritorno in Championship.
Il 28 giugno 2021 di comune accordo rescinde il proprio contratto con la squadra.

#### Bournemouth
Il 29 giugno 2021 il Bournemouth attraverso un comunicato sul proprio sito web, lo annuncia come nuovo allenatore.
Il 3 maggio 2022 dopo aver battuto il Nottingham Forest riporta le Cherries in Premier League dopo 2 stagioni. Il 30 agosto, a seguito della sconfitta 9-0 per mano del Liverpool viene esonerato.

#### Club Brugge
Il 3 gennaio 2023 viene ingaggiato dal Club Bruges. Viene esonerato l'8 marzo seguente dopo la sconfitta per 5-1 nella gara di ritorno degli ottavi di Champions contro il Benfica. La sua breve esperienza sulla panchina belga si conclude con sole 2 vittorie in 12 incontri.

## Statistiche

### Presenze e reti nei club
| Stagione         | Squadra          | Campionato       | Campionato | Campionato | Coppe nazionali | Coppe nazionali | Coppe nazionali | Coppe continentali | Coppe continentali | Coppe continentali | Altre coppe | Altre coppe | Altre coppe | Totale | Totale |
| Stagione         | Squadra          | Comp             | Pres       | Reti       | Comp            | Pres            | Reti            | Comp               | Pres               | Reti               | Comp        | Pres        | Reti        | Pres   | Reti   |
| ---------------- | ---------------- | ---------------- | ---------- | ---------- | --------------- | --------------- | --------------- | ------------------ | ------------------ | ------------------ | ----------- | ----------- | ----------- | ------ | ------ |
| 1997-1998        | Charlton         | FD               | 3          | 0          | FACup+CdL       | 1+0             | 0               | -                  | -                  | -                  | -           | -           | -           | 4      | 0      |
| 1998-1999        | Charlton         | PL               | 4          | 0          | FACup+CdL       | 1+1             | 0               | -                  | -                  | -                  | -           | -           | -           | 6      | 0      |
| 1999-2000        | Charlton         | FD               | 15         | 1          | FACup+CdL       | 1+2             | 0               | -                  | -                  | -                  | -           | -           | -           | 18     | 1      |
| 2000-gen. 2001   | Charlton         | PL               | 20         | 1          | FACup+CdL       | 3+2             | 0               | -                  | -                  | -                  | -           | -           | -           | 25     | 1      |
| gen.-giu. 2001   | Norwich City     | FD               | 6          | 1          | -               | -               | -               | -                  | -                  | -                  | -           | -           | -           | 6      | 1      |
| 2001-2002        | Charlton         | PL               | 38         | 1          | FACup+CdL       | 0+3             | 0               | -                  | -                  | -                  | -           | -           | -           | 41     | 1      |
| 2002-2003        | Charlton         | PL               | 28         | 4          | FACup+CdL       | 1+0             | 0               | -                  | -                  | -                  | -           | -           | -           | 29     | 4      |
| 2003-gen. 2004   | Charlton         | PL               | 20         | 2          | FACup+CdL       | 0+2             | 0+1             | -                  | -                  | -                  | -           | -           | -           | 22     | 3      |
| Totale Charlton  | Totale Charlton  | Totale Charlton  | 128        | 9          |                 | 17              | 1               |                    | -                  | -                  |             | -           | -           | 145    | 10     |
| gen.-giu. 2004   | Chelsea          | PL               | 11         | 1          | FACup+CdL       | 1+0             | 0               | UCL                | 5                  | 0                  | -           | -           | -           | 17     | 1      |
| 2004-2005        | Chelsea          | PL               | 4          | 0          | FACup+CdL       | 0+3             | 0               | UCL                | 4                  | 0                  | -           | -           | -           | 11     | 0      |
| Totale Chelsea   | Totale Chelsea   | Totale Chelsea   | 15         | 1          |                 | 4               | 0               |                    | 9                  | 0                  |             | -           | -           | 28     | 1      |
| 2005-2006        | Newcastle        | PL               | 26         | 1          | FACup+CdL       | 3+2             | 1+0             | Int                | 1                  | 0                  | -           | -           | -           | 32     | 2      |
| 2006-2007        | Newcastle        | PL               | 29         | 3          | FACup+CdL       | 0+2             | 0+1             | Int+CU             | 2+8                | 0                  | -           | -           | -           | 41     | 4      |
| Totale Newcastle | Totale Newcastle | Totale Newcastle | 55         | 4          |                 | 7               | 2               |                    | 11                 | 0                  |             | -           | -           | 73     | 6      |
| 2007-2008        | West Ham         | PL               | 18         | 1          | FACup+CdL       | 0+2             | 0               | -                  | -                  | -                  | -           | -           | -           | 20     | 1      |
| 2008-2009        | West Ham         | PL               | 28         | 1          | FACup+CdL       | 3+1             | 0               | -                  | -                  | -                  | -           | -           | -           | 32     | 1      |
| 2009-2010        | West Ham         | PL               | 31         | 2          | FACup+CdL       | 0+2             | 0               | -                  | -                  | -                  | -           | -           | -           | 33     | 2      |
| 2010-2011        | West Ham         | PL               | 32         | 5          | FACup+CdL       | 3+5             | 0+2             | -                  | -                  | -                  | -           | -           | -           | 40     | 7      |
| ago. 2011        | West Ham         | FLC              | 4          | 1          | FACup+CdL       | 0               | 0               | -                  | -                  | -                  | -           | -           | -           | 4      | 1      |
| Totale West Ham  | Totale West Ham  | Totale West Ham  | 113        | 10         |                 | 16              | 2               |                    | -                  | -                  |             | -           | -           | 129    | 12     |
| 2011-2012        | Tottenham        | PL               | 29         | 0          | FACup+CdL       | 5+0             | 0               | UEL                | 0                  | 0                  | -           | -           | -           | 34     | 0      |
| 2012-2013        | Tottenham        | PL               | 21         | 0          | FACup+CdL       | 2+0             | 0               | UEL                | 6                  | 0                  | -           | -           | -           | 29     | 0      |
| Totale Tottenham | Totale Tottenham | Totale Tottenham | 50         | 0          |                 | 7               | 0               |                    | 6                  | 0                  |             | -           | -           | 63     | 0      |
| 2013-2014        | Fulham           | PL               | 29         | 2          | FACup+CdL       | 1+2             | 0               | -                  | -                  | -                  | -           | -           | -           | 32     | 2      |
| 2014-2015        | Fulham           | FLC              | 37         | 3          | FACup+CdL       | 2+2             | 0               | -                  | -                  | -                  | -           | -           | -           | 41     | 3      |
| 2015-2016        | Fulham           | FLC              | 24         | 1          | FACup+CdL       | 0+0             | 0               | -                  | -                  | -                  | -           | -           | -           | 24     | 1      |
| 2016-2017        | Fulham           | FLC              | 29         | 0          | FACup+CdL       | 1+1             | 0               | -                  | -                  | -                  | -           | -           | -           | 31     | 0      |
| Totale Fulham    | Totale Fulham    | Totale Fulham    | 119        | 6          |                 | 9               | 0               |                    | -                  | -                  |             | -           | -           | 128    | 6      |
| Totale carriera  | Totale carriera  | Totale carriera  | 486        | 31         |                 | 60              | 5               |                    | 26                 | 0                  |             | -           | -           | 572    | 36     |

### Cronologia presenze e reti in nazionale
| Cronologia completa delle presenze e delle reti in nazionale ― Inghilterra | Cronologia completa delle presenze e delle reti in nazionale ― Inghilterra | Cronologia completa delle presenze e delle reti in nazionale ― Inghilterra | Cronologia completa delle presenze e delle reti in nazionale ― Inghilterra | Cronologia completa delle presenze e delle reti in nazionale ― Inghilterra | Cronologia completa delle presenze e delle reti in nazionale ― Inghilterra | Cronologia completa delle presenze e delle reti in nazionale ― Inghilterra | Cronologia completa delle presenze e delle reti in nazionale ― Inghilterra |
| Data                                                                       | Città                                                                      | In casa                                                                    | Risultato                                                                  | Ospiti                                                                     | Competizione                                                               | Reti                                                                       | Note                                                                       |
| -------------------------------------------------------------------------- | -------------------------------------------------------------------------- | -------------------------------------------------------------------------- | -------------------------------------------------------------------------- | -------------------------------------------------------------------------- | -------------------------------------------------------------------------- | -------------------------------------------------------------------------- | -------------------------------------------------------------------------- |
| 16-11-2003                                                                 | Manchester                                                                 | Inghilterra                                                                | 2 – 3                                                                      | Danimarca                                                                  | Amichevole                                                                 | -                                                                          | 66’                                                                        |
| 31-3-2004                                                                  | Göteborg                                                                   | Svezia                                                                     | 1 – 0                                                                      | Inghilterra                                                                | Amichevole                                                                 | -                                                                          | 78’                                                                        |
| 11-10-2006                                                                 | Zagabria                                                                   | Croazia                                                                    | 2 – 0                                                                      | Inghilterra                                                                | Qual. Euro 2008                                                            | -                                                                          | 72’                                                                        |
| 9-2-2011                                                                   | Copenaghen                                                                 | Danimarca                                                                  | 1 – 2                                                                      | Inghilterra                                                                | Amichevole                                                                 | -                                                                          | 46’                                                                        |
| 26-3-2011                                                                  | Cardiff                                                                    | Galles                                                                     | 0 – 2                                                                      | Inghilterra                                                                | Qual. Euro 2012                                                            | -                                                                          | 89’                                                                        |
| 4-6-2011                                                                   | Londra                                                                     | Inghilterra                                                                | 2 – 2                                                                      | Svizzera                                                                   | Qual. Euro 2012                                                            | -                                                                          |                                                                            |
| 2-9-2011                                                                   | Sofia                                                                      | Bulgaria                                                                   | 0 – 3                                                                      | Inghilterra                                                                | Qual. Euro 2012                                                            | -                                                                          | 35’                                                                        |
| 6-9-2011                                                                   | Londra                                                                     | Inghilterra                                                                | 1 – 0                                                                      | Galles                                                                     | Qual. Euro 2012                                                            | -                                                                          | 73’                                                                        |
| 7-10-2011                                                                  | Podgorica                                                                  | Montenegro                                                                 | 2 – 2                                                                      | Inghilterra                                                                | Qual. Euro 2012                                                            | -                                                                          |                                                                            |
| 12-11-2011                                                                 | Londra                                                                     | Inghilterra                                                                | 1 – 0                                                                      | Spagna                                                                     | Amichevole                                                                 | -                                                                          | 85’                                                                        |
| 29-2-2012                                                                  | Londra                                                                     | Inghilterra                                                                | 2 – 3                                                                      | Paesi Bassi                                                                | Amichevole                                                                 | -                                                                          | cap.                                                                       |
| 26-5-2012                                                                  | Oslo                                                                       | Norvegia                                                                   | 0 – 1                                                                      | Inghilterra                                                                | Amichevole                                                                 | -                                                                          | 55’                                                                        |
| 2-6-2012                                                                   | Londra                                                                     | Inghilterra                                                                | 1 – 0                                                                      | Belgio                                                                     | Amichevole                                                                 | -                                                                          | 30’                                                                        |
| 11-6-2012                                                                  | Donec'k                                                                    | Francia                                                                    | 1 – 1                                                                      | Inghilterra                                                                | Euro 2012 - 1º turno                                                       | -                                                                          | 78’                                                                        |
| 15-6-2012                                                                  | Kiev                                                                       | Svezia                                                                     | 2 – 3                                                                      | Inghilterra                                                                | Euro 2012 - 1º turno                                                       | -                                                                          |                                                                            |
| 19-6-2012                                                                  | Donec'k                                                                    | Inghilterra                                                                | 1 – 0                                                                      | Ucraina                                                                    | Euro 2012 - 1º turno                                                       | -                                                                          |                                                                            |
| 24-6-2012                                                                  | Kiev                                                                       | Inghilterra                                                                | 0 – 0 dts (2 - 4 dtr)                                                      | Italia                                                                     | Euro 2012 - Quarti di finale                                               | -                                                                          | 90+4’                                                                      |
| 22-3-2013                                                                  | Serravalle                                                                 | San Marino                                                                 | 0 – 8                                                                      | Inghilterra                                                                | Qual. Mondiali 2014                                                        | -                                                                          | 67’                                                                        |
| Totale                                                                     |                                                                            | Presenze                                                                   | 18                                                                         |                                                                            | Reti                                                                       | 0                                                                          |                                                                            |

### Statistiche da allenatore
Statistiche aggiornate al 4 maggio 2025.
| Stagione           | Squadra            | Campionato         | Campionato | Campionato | Campionato | Campionato | Coppe nazionali | Coppe nazionali | Coppe nazionali | Coppe nazionali | Coppe nazionali | Coppe continentali | Coppe continentali | Coppe continentali | Coppe continentali | Coppe continentali | Altre coppe | Altre coppe | Altre coppe | Altre coppe | Altre coppe | Totale | Totale | Totale | Totale | % Vittorie | Piazzamento      |
| Stagione           | Squadra            | Comp               | G          | V          | N          | P          | Comp            | G               | V               | N               | P               | Comp               | G                  | V                  | N                  | P                  | Comp        | G           | V           | N           | P           | G      | V      | N      | P      | %          | Piazzamento      |
| ------------------ | ------------------ | ------------------ | ---------- | ---------- | ---------- | ---------- | --------------- | --------------- | --------------- | --------------- | --------------- | ------------------ | ------------------ | ------------------ | ------------------ | ------------------ | ----------- | ----------- | ----------- | ----------- | ----------- | ------ | ------ | ------ | ------ | ---------- | ---------------- |
| feb.-giu. 2019     | Fulham             | PL                 | 10         | 3          | 0          | 7          | FACup+CdL       | -               | -               | -               | -               | -                  | -                  | -                  | -                  | -                  | -           | -           | -           | -           | -           | 10     | 3      | 0      | 7      | 30,00      | Sub. 19º (retr.) |
| 2019-2020          | Fulham             | FLC                | 46+3       | 23+2       | 12+0       | 11+1       | FACup+CdL       | 2+1             | 1+0             | 0+0             | 1+1             | -                  | -                  | -                  | -                  | -                  | -           | -           | -           | -           | -           | 52     | 26     | 12     | 14     | 50,00      | 4º (prom.)       |
| 2020-2021          | Fulham             | PL                 | 38         | 5          | 13         | 20         | FACup+CdL       | 2+3             | 1+2             | 0+0             | 1+1             | -                  | -                  | -                  | -                  | -                  | -           | -           | -           | -           | -           | 39     | 8      | 12     | 19     | 20,51      | 18º (retr.)      |
| Totale Fulham      | Totale Fulham      | Totale Fulham      | 94+3       | 31+2       | 25+0       | 38+1       |                 | 8               | 4               | 0               | 4               |                    | -                  | -                  | -                  | -                  |             | -           | -           | -           | -           | 105    | 37     | 25     | 43     | 35,24      |                  |
| 2021-2022          | Bournemouth        | FLC                | 46         | 25         | 13         | 8          | FACup+CdL       | 2+2             | 1+1             | 0+0             | 1+1             | -                  | -                  | -                  | -                  | -                  | -           | -           | -           | -           | -           | 50     | 27     | 13     | 10     | 54,00      | 2º (prom.)       |
| lug.-ago. 2022     | Bournemouth        | PL                 | 4          | 1          | 0          | 3          | FACup+CdL       | 0+1             | 0               | 0+1             | 0               | -                  | -                  | -                  | -                  | -                  | -           | -           | -           | -           | -           | 5      | 1      | 1      | 3      | 20,00      | Eson.            |
| Totale Bournemouth | Totale Bournemouth | Totale Bournemouth | 50         | 26         | 13         | 11         |                 | 5               | 2               | 1               | 2               |                    | -                  | -                  | -                  | -                  |             | -           | -           | -           | -           | 55     | 28     | 14     | 13     | 50,91      |                  |
| gen.-mar. 2023     | Club Bruges        | PL                 | 10         | 2          | 6          | 2          | CB              | -               | -               | -               | -               | UCL                | 2                  | 0                  | 0                  | 2                  | SB          | -           | -           | -           | -           | 12     | 2      | 6      | 4      | 16,67      | Sub., Eson.      |
| 2024-2025          | Burnley            | FLC                | 46         | 28         | 16         | 2          | FACup+CdL       | 3+1             | 2+0             | 0+0             | 1+1             | -                  | -                  | -                  | -                  | -                  | -           | -           | -           | -           | -           | 50     | 30     | 16     | 4      | 60,00      | 2º (prom.)       |
| Totale carriera    | Totale carriera    | Totale carriera    | 203        | 89         | 60         | 54         |                 | 17              | 8               | 1               | 8               |                    | 2                  | 0                  | 0                  | 2                  |             | -           | -           | -           | -           | 222    | 97     | 61     | 64     | 43,69      |                  |

## Palmarès

### Giocatore

#### Club

##### Competizioni nazionali
- Football League First Division: 1

Charlton: 1999-2000
- Campionato inglese: 1

Chelsea: 2004-2005
- Coppa di Lega inglese: 1

Chelsea: 2004-2005

##### Competizioni internazionali
- Coppa Intertoto UEFA: 1

Newcastle: 2006

#### Individuale
- Giovane dell'anno della PFA: 1

2003-2004
- Giocatore dell'anno della FWA: 1

2010-2011